# Condado de Leflore
El condado de Leflore (en inglés: Leflore County), fundado en 1871, es un condado del estado estadounidense de Misisipi. En el año 2000 tenía una población de 37.947 habitantes con una densidad poblacional de 24,75 personas por km². La sede del condado es Greenwood.

## Geografía
Según la Oficina del Censo, el condado tiene un área total de 1116 km² (430,9 mi²), de la cual 1083 km² (418,1 mi²) es tierra y 33 km² (12,7 mi²) es agua.

## Demografía
En el 2000 la renta per cápita promedia del condado era de $ 21 518, y el ingreso promedio para una familia era de $26 059. El ingreso per cápita para el condado era de $12 553. En 2000 los hombres tenían un ingreso per cápita de $25 959 frente a $18 497 para las mujeres. Alrededor del 34,80% de la población estaba bajo el umbral de pobreza nacional.

## Condados adyacentes
- Condado de Tallahatchie (norte)
- Condado de Grenada (noreste)
- Condado de Carroll (este)
- Condado de Holmes (sureste)
- Condado de Humphreys (suroeste)
- Condado de Sunflower (oeste)

## Localidades
Ciudades
- Greenwood
- Itta Bena

Pueblos
- Morgan City
- Schlater
- Sidon

Lugares designados por el censo
- Mississippi Valley State University

Áreas no incorporadas
- Minter City
- Money
- Swiftown

## Principales carreteras
- U.S. Highway 49
- U.S. Highway 82
- Carretera 7
- Carretera 8